# Bolton Castle
Bolton Castle är ett slott i Storbritannien.   Det ligger i grevskapet North Yorkshire och riksdelen England, i den centrala delen av landet, 300 km norr om huvudstaden London. Bolton Castle ligger 236 meter över havet.
Terrängen runt Bolton Castle är lite kuperad. Runt Bolton Castle är det ganska tätbefolkat, med 70 invånare per kvadratkilometer. Närmaste större samhälle är Catterick Garrison, 16,0 km öster om Bolton Castle. Trakten runt Bolton Castle består i huvudsak av gräsmarker.